# Юпитер (линейный корабль)
«Юпи́тер» — парусный корабль Балтийского флота Российской империи. Был заложен 28 января (9 февраля) 1811 года в Новом адмиралтействе Санкт-Петербурга, спущен на воду 7 (19) сентября 1812 года. Строительство осуществлялось под руководством корабельного мастера Г. С. Исакова. Корабль принимал участие в Отечественной войне 1812 года и войне с Францией 1813—1814 годов.

## История службы
В октябре 1812 года «Юпитер» в составе эскадры контр-адмирала М. П. Коробки вышел из Кронштадта в Англию для совместных действий с английским флотом против Франции. 29 ноября (11 декабря) корабль прибыл в порт Ширнесс на острове Шеппи. До мая 1814 года «Юпитер» находился в Англии, крейсируя вместе с британскими кораблями. 25 мая (6 июня) с эскадрой вице-адмирала Р. В. Кроуна корабль покинул Ширнесс и 27 мая (8 июня) пришёл в Шербур. Там эскадра приняла на борт русскую гвардию, которую доставила в Кронштадт 8 (20) июля. В августе 1814 года «Юпитер», будучи в составе эскадры Кроуна, перевёз русские войска из Любека в Кронштадт.
В 1818 году корабль сопроводил из Кронштадта в Кадис предназначенные для продажи фрегаты «Лёгкий», «Поспешный» и «Проворный» и доставил их экипажи обратно в Россию.
В 1821 году «Юпитер» ходил в практическое плавание в Финском заливе. Во время наводнения 7 (19) ноября 1824 года корабль стоял в Военной гавани Кронштадта, был сорван с якоря и вынесен на мель. 12 (24) августа 1827 года корабль был снят с мели и разобран в 1828 году.

## Командиры
Кораблём «Юпитер» командовали следующие капитаны:
1. 1812—1814 — П. А. Бойль
2. 1818 — М. И. Ратманов
3. 1821 — Д. Гамельтон